# الإسلام والجاينية
تداخل كل من الجاينية والإسلام مع بعضهما البعض في شبه القارة الهندية
بعد الفتح الإسلامي وحكم شبه القارة الهندية من القرن الثاني عشر الميلادي وما بعده، وذلك عندما خضع الكثير من شمال غرب وشمال ووسط الهند لحكم سلطنة دلهي ثم المغول الأنجلو فارسيين لاحقًا.
تملك كل من الجاينية والإسلام أولويات لاهوتية مختلفة، وتفاوت تداخلهما بين الاضطهاد الديني والقبول المتبادل. واجه الجاينيون الاضطهاد أثناء وبعد الفتوحات الإسلامية في شبه القارة الهندية. كانت هناك استثناءات كبيرة، مثل الإمبراطور جلال الدين أكبر (1542-1605) الذي أمر بالإفراج عن الطيور المحبوسة، ومنع قتل الحيوانات في مهرجان الجاين في باريوسان انطلاقًا من تسامحه الديني واحترامًا للجاينيين.

## الفاتحين المسلمين ومؤسسات الجاين
بُني أول مسجد في دلهي، مسجد قوة الإسلام (بالقرب من قطب منار) بعد تحويل معابد الجاين التي بنيت سابقًا خلال عهد أسرة تومارا بالقوة إلى مساجد من قبل السلطنة المسلمة. هُدِم 27 معبدًا من معابد الجاين لبناء هذا المسجد. استُخدِمت بقايا المعبد لتوفير مواد البناء للمسجد. بُنِي أيضًا مسجد الجامع في خمبهات على أنقاض معابد الجاين.
دُمِّرت مدينة فالابهي، التي كانت مركزًا مهمًا للجاينيين، في عام 782 على أيدي حكام السند الترك. اضطهد كل من محمود الغزنوي (1001) ومحمد الغوري (1175) وعلاء الدين محمد شاه الخلجي (1298) مجتمع الجاين. خربوا الأصنام ودمروا المعابد أو حولوها إلى مساجد، وأحرقوا كتب الجاين وقتلوا الكثير من الناس.
دمر المسلمون العديد من الأماكن المقدسة الجاينية خلال فترة حكمهم في غرب الهند. مارسوا ضغوطًا شديدة على المجتمع الجايني خلال القرنين الثالث عشر والرابع عشر. كان الجاينيون عاجزون ضد هيمنة الإسلام في ذلك الوقت.
بُني ضريح إبراهيم في بادريسير في ولاية كجرات التي بنيت في عام 1160 م قبل الفتح الإسلامي. يعتبر مهرداد شوكوهي أن الآثار الإسلامية في بادريسيرهي أقدم نصب إسلامي في الهند استنادًا إلى الأدلة الأثرية ذات الهندسة المعمارية المشابهة لمعابد الجاين في جبل أبو. قُدِّمت منحة من قبل حاكم الجاين جاغادو شاه لبناء مسجد وفقًا لنص الجاين جاغادوكاريترا.

## الجاينية في الفترة المغولية
كان الجاينيون ذوي تأثير كبير على الحكام المسلمين باعتبارهم مصرفيين وممولين، ولكنهم نادرًا ما استطاعوا الدخول في خطاب سياسي مؤطر في الفئات الإسلامية.
وُثِّقت بعض عادات الجاين وشخصياتها التي أثرت في محكمة المغول خلال حكم الإمبراطور جلال الدين أكبر الذي كرّم هيرافيجي، زعيم التابا غاتشا في السفيتامبارا. أقنع الجاينيون الإمبراطور بمنع ذبح الحيوانات لمدة ستة أشهر في كجرات وإلغاء مصادرة ممتلكات الأشخاص المتوفين، وضريبة السوجيجا (الجزية) والسولكا (وهي على الأغلب ضريبة على الحجاج) وإطلاق سراح الطيور والسجناء المحبوسين. يقال إن أكبر قد تخلى عن الصيد وتوقف عن أكل اللحوم إلى الأبد لأنها أصبحت مثيرة للاشمئزاز. أصدر أكبر أيضًا إعلانًا يحظر قتل الحيوانات خلال مهرجاني الباريوشانا والماهافير جايانتي للديانة الجاينية. تراجع عن الجزية في أماكن حج الجاين مثل بلدة باليتانا. صدرت هذه الفرمانات أيضا في عام 1592 و1594 و1598. اكتسب رهبان الجاين احترام إمبراطوري المغول جهانكير وشاه جهان. حظر أكبر ذبح الحيوانات بالقرب من مواقع الجاين المهمة خلال مهرجان الباريوشانا.
أمر الأمير المغولي أورنكزيب بعد تعيينه حاكم ولاية كجرات في عام 1645 بقتل بقرة داخل معبد شينتاماني بارشواناث التابع للجاين الذي بناه الصائغ الجايني والمصرفي شانتيداس جافيري وفقًا للرحالة الفرنسي جان دي تيفنو (1666). تسبب أورنكزيب بعد ذلك في تدنيس أنوف جميع الشخصيات المنحوتة في المعبد ثم حوّل المكان إلى مسجد يُسمى مسجد قوة الإسلام. يمكن أن يكون شانتيداس قد اشتكى من والد أورنكزيب الإمبراطور شاه جهان. أصدر شاه جهان بعد بضع سنوات في عام 1648 فرمانًا يعلن به بناء جدار بين المحاريب لفصل المنطقة المسلمة ومنطقة الجاين، وإعادة جزء الجاين إلى شانتيداس حتى يتمكنوا من العبادة في هذا الجزء. أعلن الفرمان أيضًا أنه يجب إزالة الفقراء المسلمين الموجودين في المبنى، وأنه يجب استعادة المواد المنقولة من المعبد. أزال شانتيداس ومجتمع الجاين الصور الرئيسية من المبنى الذي دُنِّس ووضعوها في معابد الجاين الأخرى، ولم يحاولوا استعادته وتوقف المعبد عن خدمة أهدافه الحقيقية.

## أوجه التشابه
تُعد طقوس الصيام مهمة لكل من ديانتي الجاين والإسلام. تتضمن ممارسات الزهد والمناسبات الاحتفالية في الجاينية الصيام. يُعد الصوم في الإسلام (صيام المسلمين لشهر رمضان) شهرًا من الطقوس الإلزامية التي يطبقها المسلمين. تتمثل إحدى الاختلافات الرئيسية بأن صوم المسلمين يقتصر على ساعات النهار فقط، وينتهي بالإفطار بعد غروب الشمس، ويستمر الصوم عند الجاينيين خلال النهار والليل، ويفطرون بعد 48 دقيقة من شروق شمس اليوم الذي ينتهي فيه الصيام. يتجسد الفارق الآخر بممارسة الجاين التي تُعد اختيارية ومعينة حسب تفضيلات الجاين في أي وقت من السنة. يُعد شهر الصوم الطويل في الإسلام بالمقابل جزءًا من الركائز الخمس الإلزامية لممارسة الإسلام التي حددها التقويم الإسلامي.

## الاختلافات

### الله الخالق
لا يؤمن الجاينيون بالله الخالق على عكس الإسلام. 

### علم اللاهوت
لا تؤمن الجاينية بالنعيم الأبدي ولا الجحيم الأبدي ولا يوم القيامة على عكس الإسلام، ويعتقدون أن العاقبة الأخلاقية فقط يمكنها مساعدة الشخص. تقبل الجاينية العديد من الآلهة (إله وإلهة) التي تشكل جزءًا من دورات الولادة الجديدة، في حين أن الإسلام هو ديانة توحيدية صارمة.

### حقوق الحيوان والغذاء
شجعت عقيدة الجاينية اللاعنفية ثقافة الجاين النباتية الصارمة. يعلّم الإسلام أن اللحوم هي هبة من الله كما في الآيات 141-142:6 من القرآن. عادة ما يكون المسلمون غير نباتيين، ويستهلكون اللحوم الحلال. يُعد لحم البقر من اللحوم المرغوب فيها بين المسلمين، ولكنهم يتجنبون لحم الخنزير والكحول بشكل صارم. يعارض الجاينيون ذبح الحيوانات. يحتفل المسلمون بطقوس ذبح الحيوانات على نطاق واسع من أجل لحومها كما هو الحال في عيد الأضحى.

### يوم القيامة مقابل الولادة الجديدة الدورية
ترفض الكتب الإسلامية أي فكرة عن تقمص أرواح البشر أو الله، وتُعلِّم مفهومًا خطيًا للحياة حيث يكون للإنسان حياة واحدة فقط ويحكم عليه الله عند الموت ثم يُكافأ في السماء أو يُعاقب في الجحيم. يعلّم الإسلام القيامة الأخيرة ويوم القيامة، ولكنه لا يشمل أي احتمال لتقمص روح إنسان في جسم آخر أو كائن آخر. تُعد عقيدة التقمص (الولادة الجديدة)، إلى جانب نظرياتها في سامسارا والعاقبة الأخلاقية، جوهر الأسس اللاهوتية في الجاينية، ويتضح ذلك من خلال الكتب الشاملة حولها في المذاهب الرئيسية للجاينية، وأفكارها حول هذه الموضوعات منذ الفترات الأولى من ظهور التقليد الجايني. يُعرف التقمص في تقاليد الجاينية المعاصرة أنه الاعتقاد بأن الحياة الدنيوية تتميز بولادات جديدة مستمرة ومعاناة في مختلف مجالات الوجود، وأن الحياة الروحية والأخلاقية هي وسيلة لإنهاء المعاناة والولادات الجديدة.

### الزهد والرهبنة
تحتفل الجاينية بالزهد وبجزء كبير من اللاهوت الجايني وعملية الخلاص. يفتقر الإسلام السائد إلى الزهد باستثناء طائفة الأقلية الصوفية. تُعد الرهبانية موضع اعتزاز في الديانة الجاينية، ولكنها محظورة في الإسلام.